# Georges Chauvel

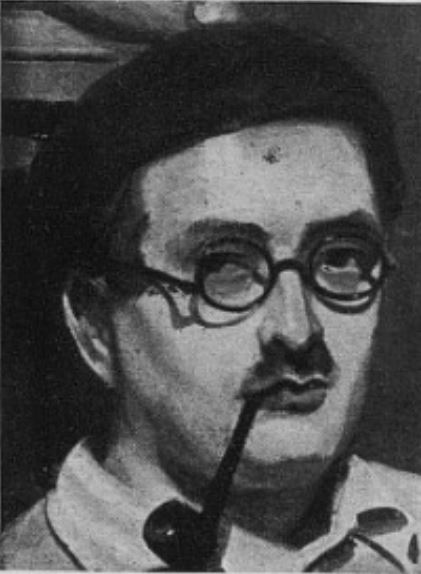
Porträt Georges Chauvels, gemalt vor 1929 von Marcel Gaillard (1886–1947).

Georges Félicien Eugène Joseph Chauvel (* 7. September 1886 in Elbeuf, Frankreich; † 26. Februar 1962 in Le Val-Saint-Germain, Frankreich) war ein französischer Bildhauer.

## Leben
Chauvel studierte drei Jahre an der École des Beaux-Arts in Rouen bei dem Bildhauer Alphonse Guilloux. Im Ersten Weltkrieg diente er als Leutnant der französischen Armee. Während seines Militäreinsatzes fertigte Chauvel den Somme Cup, eine gegossene Bronzeskulptur eines französischen Grenadiers, die als Beispiel für Grabenkunst gilt. Dieser Pokal wurde 1917 an das Rugbyteam der New Zealand Division verliehen, das ein in Paris ausgetragenes Spiel gegen das französische Militärteam gewonnen hatte.
Nach dem Krieg gelang Chauvel der Durchbruch als Bildhauer. Er zeigte seine Arbeiten erstmals 1919 auf dem Salon der Société des Artistes Indépendants, danach stellte regelmäßig er auf den großen Pariser Salons aus. Er erhielt mehrere Aufträge des französischen Staates und der Stadt Paris für die Fertigung von Denkmalen, die unter anderem 1920 in Long und im Jardin de Reuilly des Pariser Stadtteils Reuilly aufgestellt wurden. Für den Aufbahrungsraum in der 3. Division des Friedhofs Père-Lachaise stellte er 1924 eine Bronzetüre im Stil des Art déco her.
Einige Bronzen Chauvels wurden von der Pariser Bildgießerei Les Neveux de Jules Lehmann handwerklich umgesetzt. Chauvel gehörte darauf der von dem Éditeur d’art (Kunstverleger) und Bildgießer Arthur Goldscheider in den 1920er Jahren gegründeten Künstlergruppe La Stèle an. Goldscheider stellte 1925 auf der Pariser Exposition internationale des Arts Décoratifs et industriels modernes Arbeiten der Gruppe aus. Chauvel zeigte seine Arbeiten auch auf der Weltfachausstellung Paris 1937.
Nach 1945 restaurierte Chauvel Statuen im Park des Schloss Versailles. Nach seinem Tod 1962 wurde er auf dem Friedhof von Le Val-Saint-Germain beigesetzt. Sein Grab wird von einer seiner Arbeiten geschmückt.

## Werke (Auswahl)
- Danseuse aux balles
- Villemomble, Bobigny, 1921
- Premier Baiser
- Femme accroupie
- Léda
- L’aube
- Femme a l’enfant
- Buste de femme
- La femme au collier, Museum Mont-de-Marsan
- Eve
- Christ en croix, Kirche Chartreux de Marseille
- Femme endormie, Musée Antoine-Lécuyer, Saint-Quentin
- Masque de femme, Musée Antoine-Lécuyer, Saint-Quentin
- Statue Sacré-cœur in der Kirche Saint-Jean-Baptiste in Long